# Casaletto Lodigiano
Casaletto Lodigiano är en ort och kommun i provinsen Lodi i regionen Lombardiet i Italien. Kommunen hade 2 930 invånare (2018).